# VIXA
VIXA是德国手表制造商，1935年在德国黑森林北缘巴登-符腾堡州的普福尔茨海姆成立，前身是德国军工企业的一家专门生产计时码表的厂家。

## 历史
在第二次世界大战中法国军队占领黑森林，VIXA钟表厂被迫为法国空军飞行员生产返航计时表，在上世纪50年代法国空军挑选几家制表商，为法国空军生产计时表，VIXA也是其中之一，当时法国空军对各制表商提出严苛技术要求，并把这技术命名为“Type 20”。在当时VIXA制表商也成为第三方的手表品牌商OEM厂家。法国空军以分组分厂模式提供给飞行员，VIXA服务的三个飞行组分别是幻影F1，美洲虎，幻影G5。并在表壳刻上5100到5154 和FG,来确认具体的飞行组和后续的维修服务。

## 产品
Jagdflieger
Millesimo
Nettuno
TYPE-20
BM-15
Seemann300
Special
VTMC241115